# Saprositellus kenodontus
Saprositellus kenodontus är en skalbaggsart som beskrevs av Paul E.Skelley 2007. Saprositellus kenodontus ingår i släktet Saprositellus och familjen Aphodiidae. Inga underarter finns listade i Catalogue of Life.